# Xã Jackson, Quận Jewell, Kansas
Xã Jackson (tiếng Anh: Jackson Township) là một xã thuộc quận Jewell, tiểu bang Kansas, Hoa Kỳ. Năm 2010, dân số của xã này là 97 người.